# アイビー・テイト
アイビー・テイト（Ivy Tate、1910年8月19日 - 2021年12月6日）は、オーストラリアのスーパーセンテナリアン。イギリス出身。オーストラリア国内ではマ・ドルーに次いで2番目の長寿者だったが、ドルーの年齢には疑いがあり、オーストラリア最高齢だった可能性がある。

## 来歴
1910年8月19日、ロンドンで4人兄弟の1人として生まれる。1921年に西オーストラリア州に移住し、ウェストリーダービル付近に定住した。
テイトはカーリングアイロンの製造会社や不動産にて働いていた。1934年には古くからの友人だったマウドを通じた知り合いだったハリー・テイトと結婚。結婚後まもなくコテージを購入した。
2人にはモーリス(1938年生)とロバート(1943年生)がいた。ロバートの生誕後まもなくパース近郊に引っ越し、1960年ごろに家を建てる。およそ50年にわたりこの家に住んでいた。
またフロリート・クロッケー・クラブの創設者でもあり、のちに名誉会員となる。当時の趣味は洋裁、料理、テニス、園芸、トランプだった。また、好きな飲み物はシャンパンとシェリーだった。特に夕方に飲むことが多かったという。
2020年8月に110歳の誕生日を迎えた時点では8歳の孫がいたという。
2021年12月6日、パースで死去。111歳109日没。これによりオーストラリア国内の1910年生まれの人物はイナ・リードのみとなった。